# Cottaer Sandstein

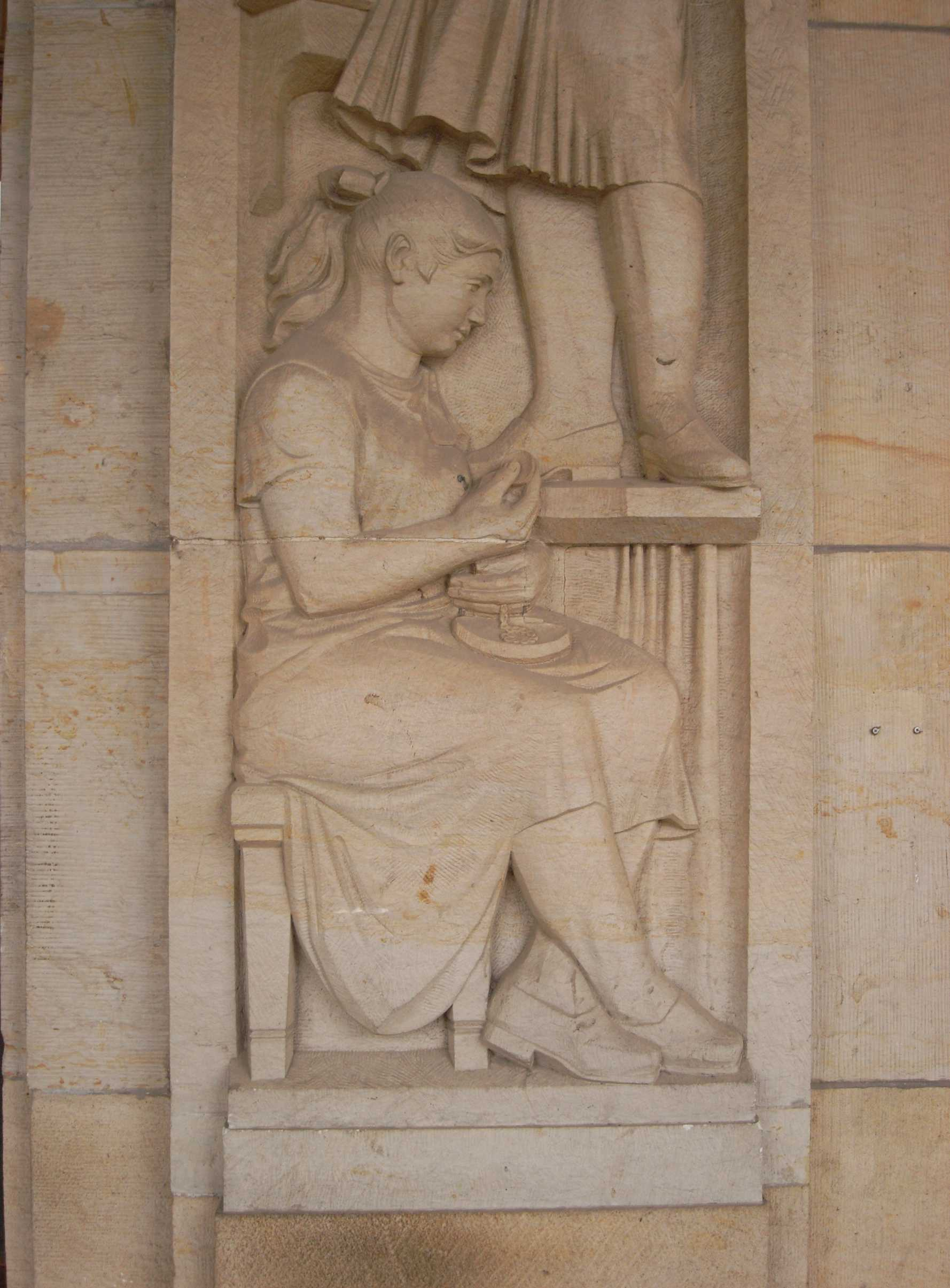
Steinbildhauerisches Relief an der Altmarkt-Westseite in Dresden, Sandstein vom Typ Cotta

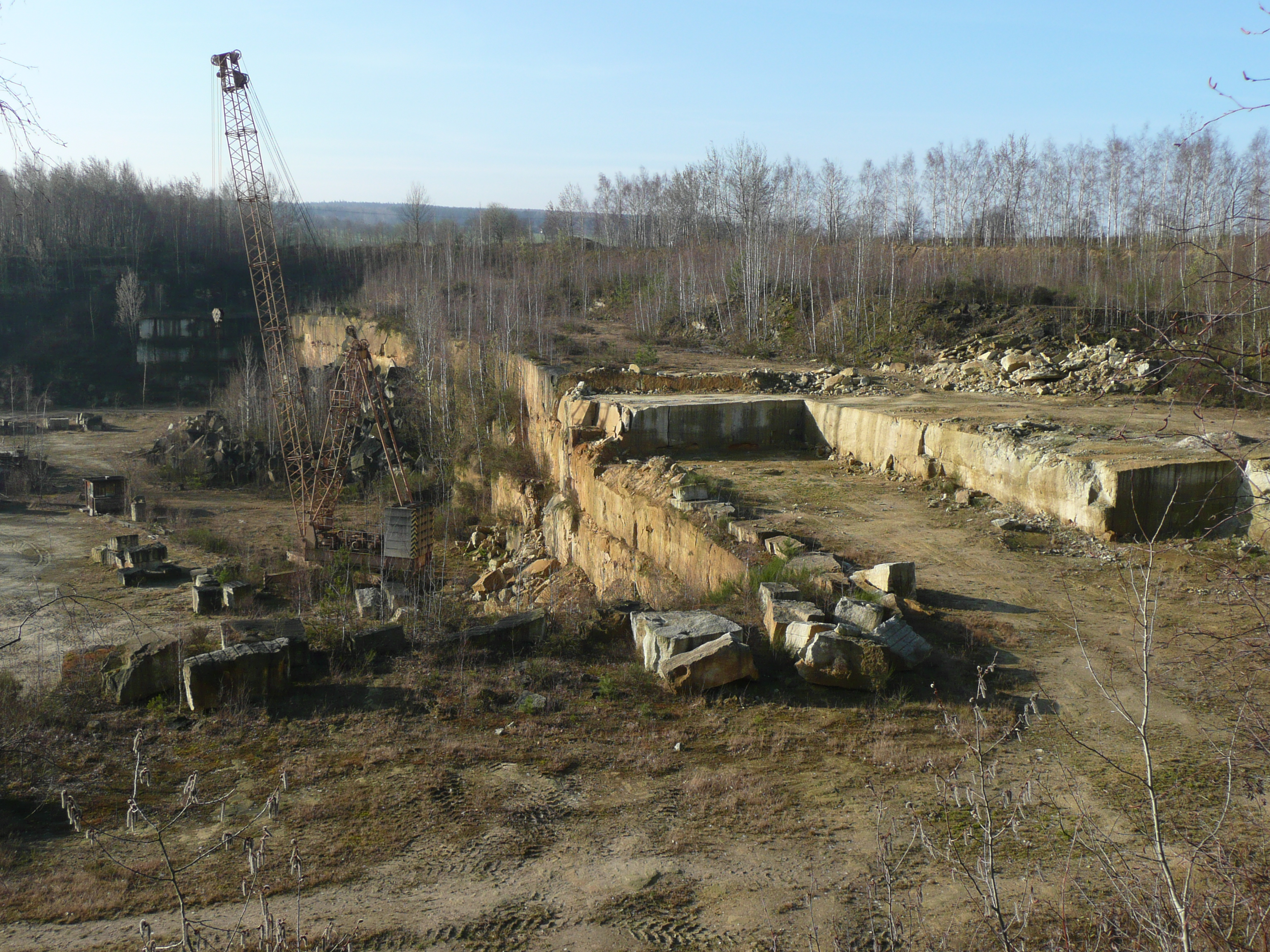
Abbau von Cottaer Sandstein im Lohmgrund bei Cotta

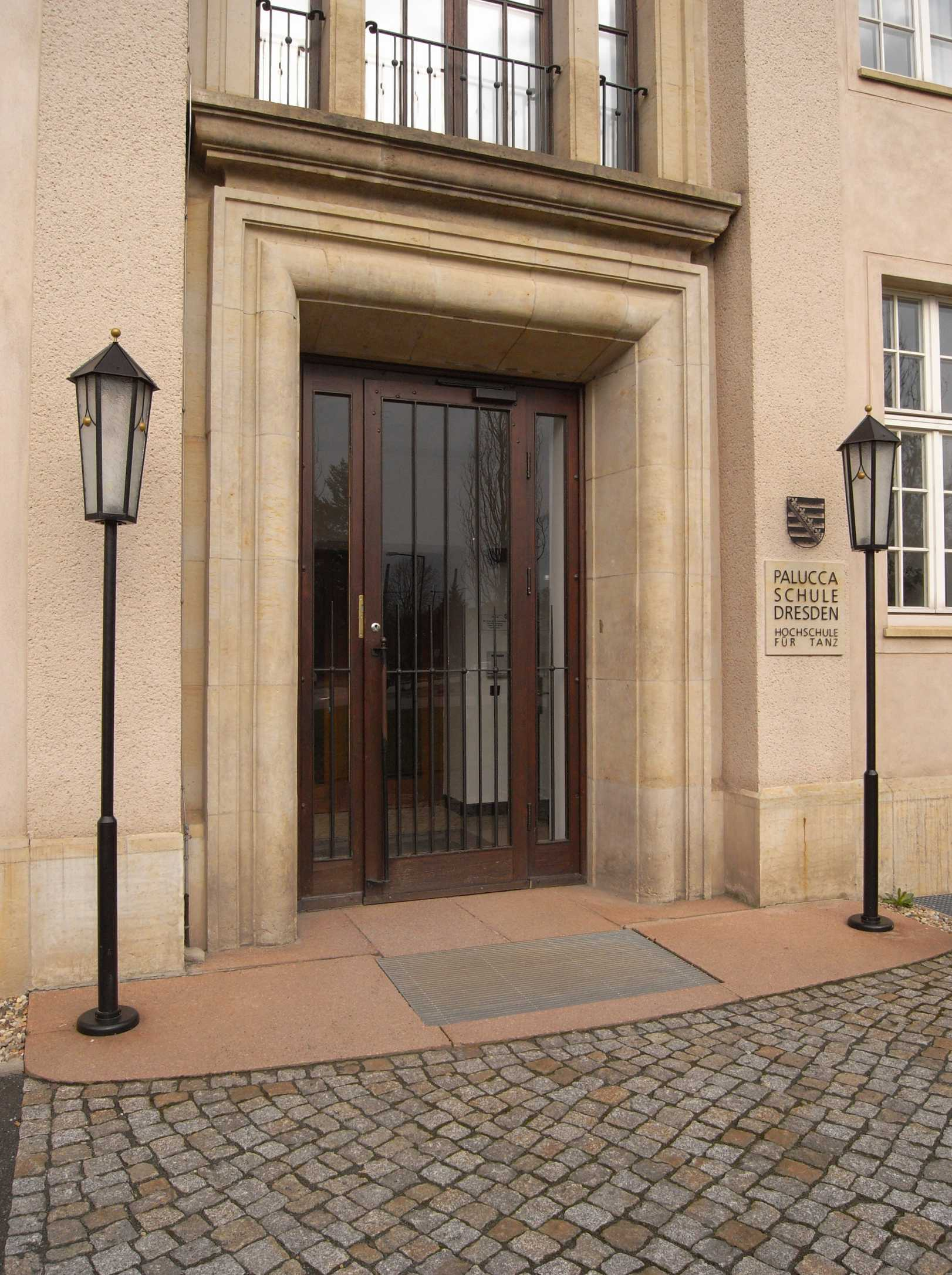
Haupteingang der Palucca Hochschule Dresden, Türgewände in Cottaer Sandstein

Der Cottaer Sandstein; auch Mittelquader genannt, findet sich sowohl im Elbtal als auch in zahlreichen Nebentälern. Sein Hauptvorkommen liegt im Westen des Elbsandsteingebirges, das sich bis zur böhmischen Grenze hinzieht. Er ist nach dem Dohmaer Ortsteil Cotta, einem Abbaugebiet des Steins, benannt. Der Cottaer Sandstein entstand in der Kreide, im unteren Turon.

## Entstehung und Gesteinsbeschaffenheit
Die Farben dieses Elbsandsteins können weißlich, grau, graugelblich und bräunlich sein. Im Süden ist der Cottaer Sandstein mittelkörnig und im Norden feinkörnig. Um den Ort Cotta ist das Korn gleichmäßig groß mit 0,1 bis 0,22 Millimeter und nur ganz selten bis 0,3 Millimeter. Das Gestein beinhaltet kleinste Glimmermineralanteile (Glaukonit), tonige und kohlige Substanzen. Die Kohlepartikel lagern sich, quer zur Schichtebene betrachtet, in deutlich erkennbaren „Adern“ ab. Diese Schlieren ähneln mitunter Marmortexturen.
Die technischen Werte dieses Natursteins schwanken sehr stark, da die Quarzkörner des Cottaer Sandsteins hauptsächlich kieslig gebunden sind, aber er viele ungleich verteilte Einlagerungen von den Schichtsilikaten Illit und Kaolinit besitzt. In den Bereichen der kohlig-tonigen Schlieren besteht die Kornbindung überwiegend durch die Tonminerale.

## Abbau
Abgebaut wurde der Stein in Dohma (Groß-Cotta), Bad Gottleuba-Berggießhübel in den Ortsteilen Gottleuba und Berggießhübel sowie Langenhennersdorf, des Weiteren in Rottwerndorf, Neundorf und Lohmgrund im Süden von Pirna; ferner in Gersdorf, Bahretal (Ottendorf) und im Krippenbachtal. Der Abbau der Elbsandsteine ist durch die Aufteilung der Bänke mit wechselnden Stärken und Klüften technisch erleichtert, da die Klüfte senkrecht und die Bänke in etwa rechtwinkelig hierzu anstehen. Dadurch ist es möglich rechtwinkelige Rohstücke zu brechen. Die Mächtigkeit der abbaubaren Sandsteinbänke wechselt von 0,5 bis zu 3 Metern. Die Mächtigkeit des Vorkommens von Cottaer Sandstein schwankt zwischen 50 und 80 Metern.

## Verwendung

### Allgemeine Verwendung
Früher wurde der bei Langenhennersdorf, Berggießhübel und Gersdorf gebrochene Sandstein, der dort grobkörniger war, nicht nur zu Bau- oder Steinbildhauerstein, sondern auch zu Mühlsteinen verarbeitet. Cottaer Sandstein wird heute (2008) für massive Fenster- und Türumrahmungen, Steinbildhauerarbeiten und profilierte Steinmetzarbeiten verwendet und dabei vor allem bei Restaurierungen, zum Teil auch für Neubauten eingesetzt.

### Kulturelle Bedeutung
Der Cottaer Sandstein hat große kulturelle Bedeutung, denn in der Vergangenheit wurden aufwendige und filigrane Steinbildhauerarbeiten und formenreiche Bauzier häufig aus diesem Naturstein auch überregional verwendet und geformt, da der Cottaer Sandstein wegen seiner leichten Formbarkeit ein beliebter Werkstein der Steinbildhauer ist. Für die Steinbildhauerarbeiten werden äußerst feinkörnige Werkstücke ausgewählt. Der Cottaer Sandstein ist bis zum heutigen Tage ein häufig verwendeter Bildhauerstein.
Verbaut wurde der Cottaer Sandstein als Bauwerkschmuck in Dresden an Zeughaus und Zwinger, in Leipzig an Reichsgerichtsgebäude und Börse und am Hamburger Rathaus, in Berlin an der früheren Berliner Hochschule für bildende Künste, am Berliner Stadtschloss für die Bauplastik, an der Technischen Hochschule Berlin, am Pergamonmuseum und am Warenhaus Tietz (heute KaDeWe).

Kunsthistorische Verwendung von Cottaer Stein
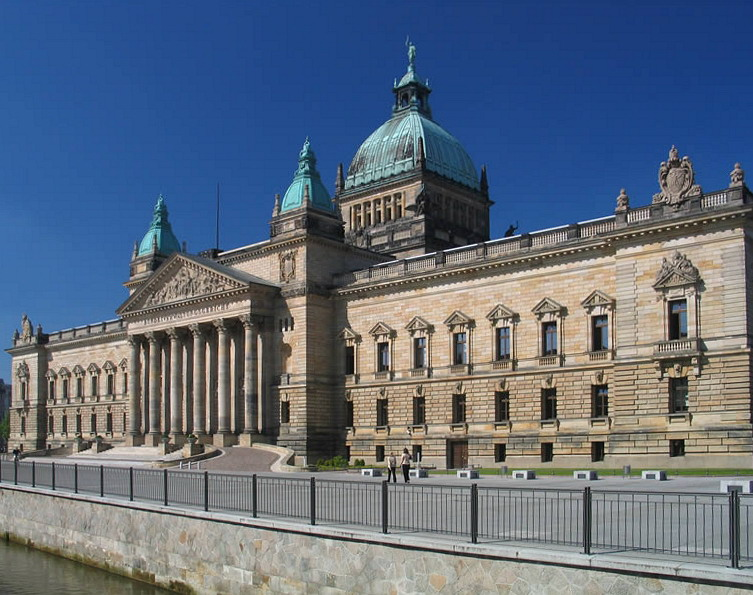
Reichsgerichtsgebäude in Leipzig
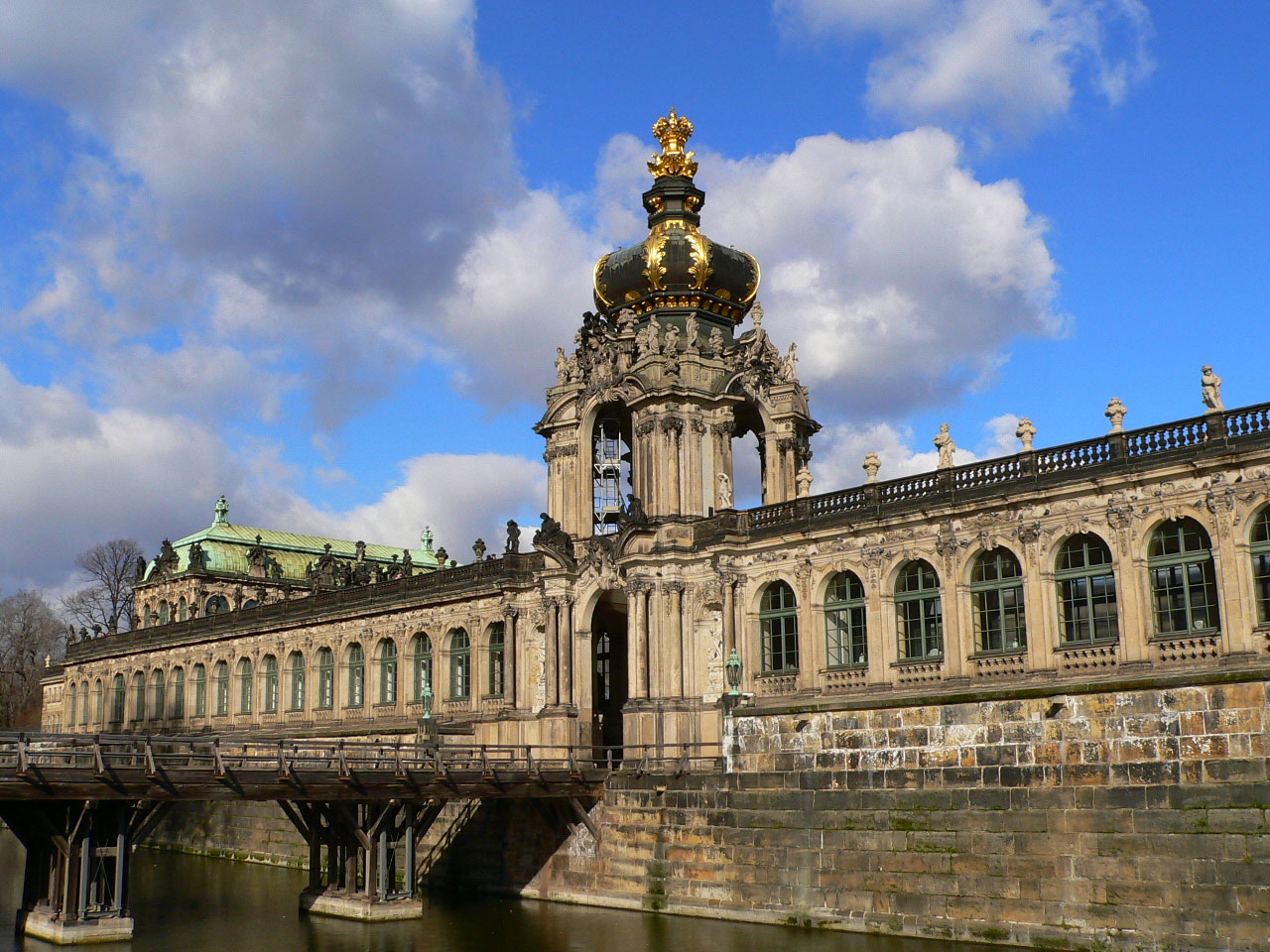
Dresdner Zwinger
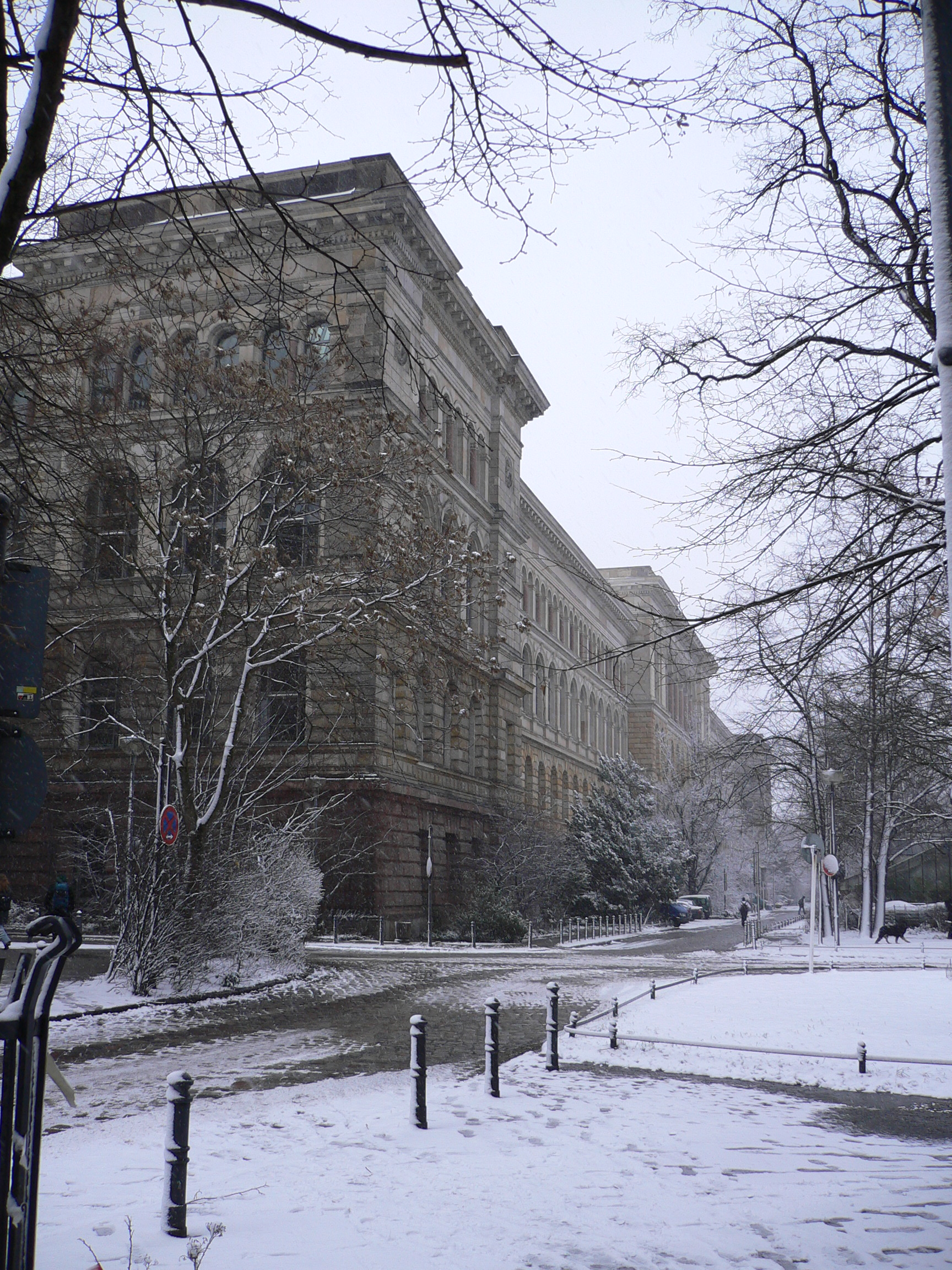
TU Berlin
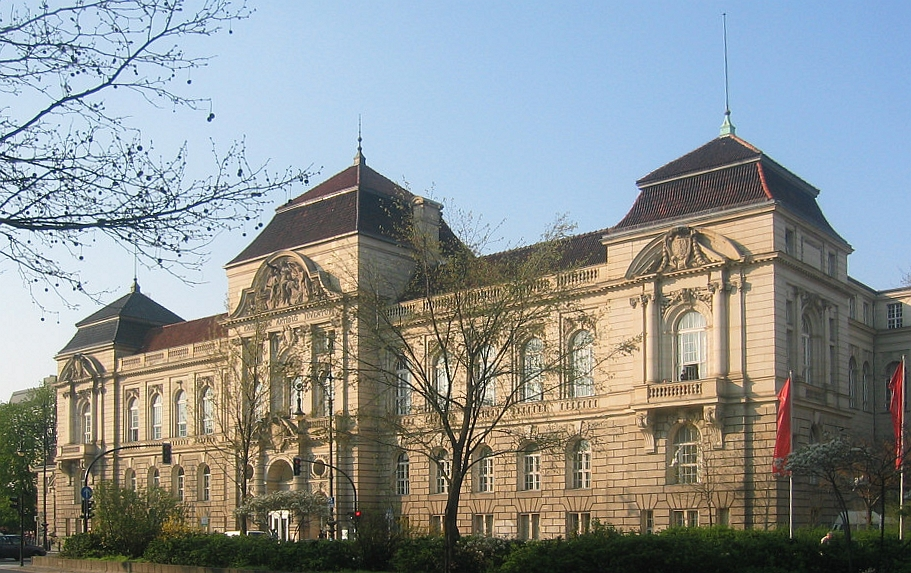
Universität der Künste Berlin, Fasanenstraße